# Kostel Narození Panny Marie (Tršice)
Kostel Narození Panny Marie v Tršicích je novobarokní  římskokatolický chrám postavený v letech 1905 až 1906. Na jeho místě původně stával památkově velmi cenný gotický kostel ze 14. století, který však byl roku 1904 zbourán, neboť již nevyhovoval potřebám tršické farnosti.

## Popis
Kostel má obdélný půdorys, pouze kněžiště je půlkruhové a v průčelí stavbě dominuje hranolová věž, pod níž se nachází hlavní vstup do budovy s kamenným portálem. Fasáda je členěná pilastry a vpadlými výplněmi a prolamují ji kruhová či půlkruhově zaklenutá okna v profilovaných šambránách. Střecha kostela je valbová s polygonálním sanktusníkem na hřebenu. Střecha věže je má cibulový tvar a je zakončená makovicí s křížkem.